# براندون إسحاق
براندون إسحاق (بالإنجليزية: Brandon Isaac)‏ هو لاعب كرة القدم الكندية أمريكي، ولد في 11 ديسمبر 1984 في بلاكفيل في الولايات المتحدة.